# هامور مخطط
هامور مخطط (الاسم العلمي Epinephelus latifasciatus)، نوع سمك من الهامور وفصيلة القرفصية. موطنه المياه المالحة، ينتشر في بحر أندامان. ويُصاد تجاريًا للأستهلاك البشري.